# Abdelkader El Khiati
Abdelkader El Khiati (1945) é um ex-futebolista profissional marroquino, que atuava como defensor.

## Carreira
Abdelkader El Khiati fez parte do elenco da histórica Seleção Marroquina de Futebol da Copa do Mundo de 1970, ele fez duas partidas. 